# Topacio

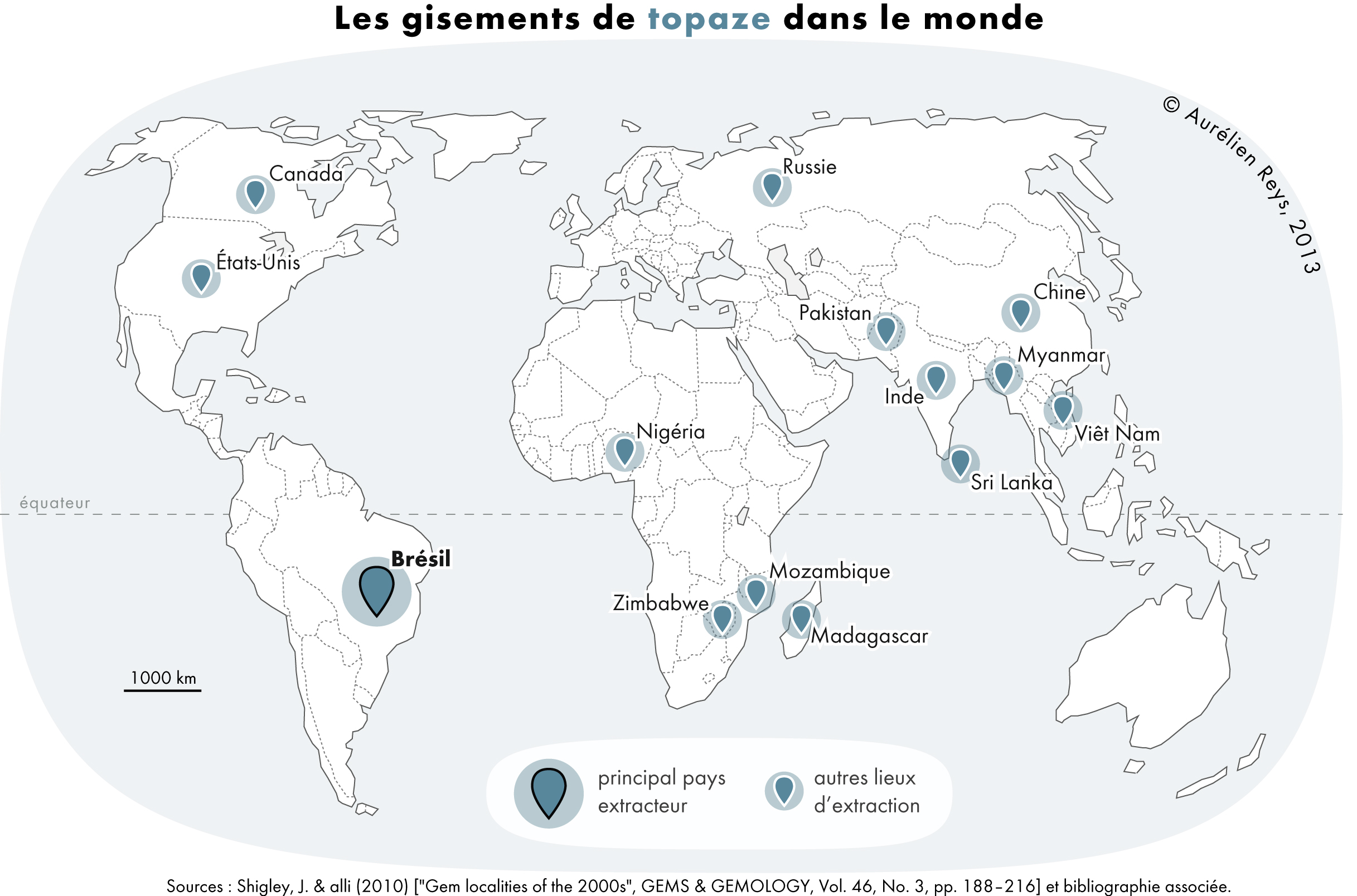
Principales países productores de topacio

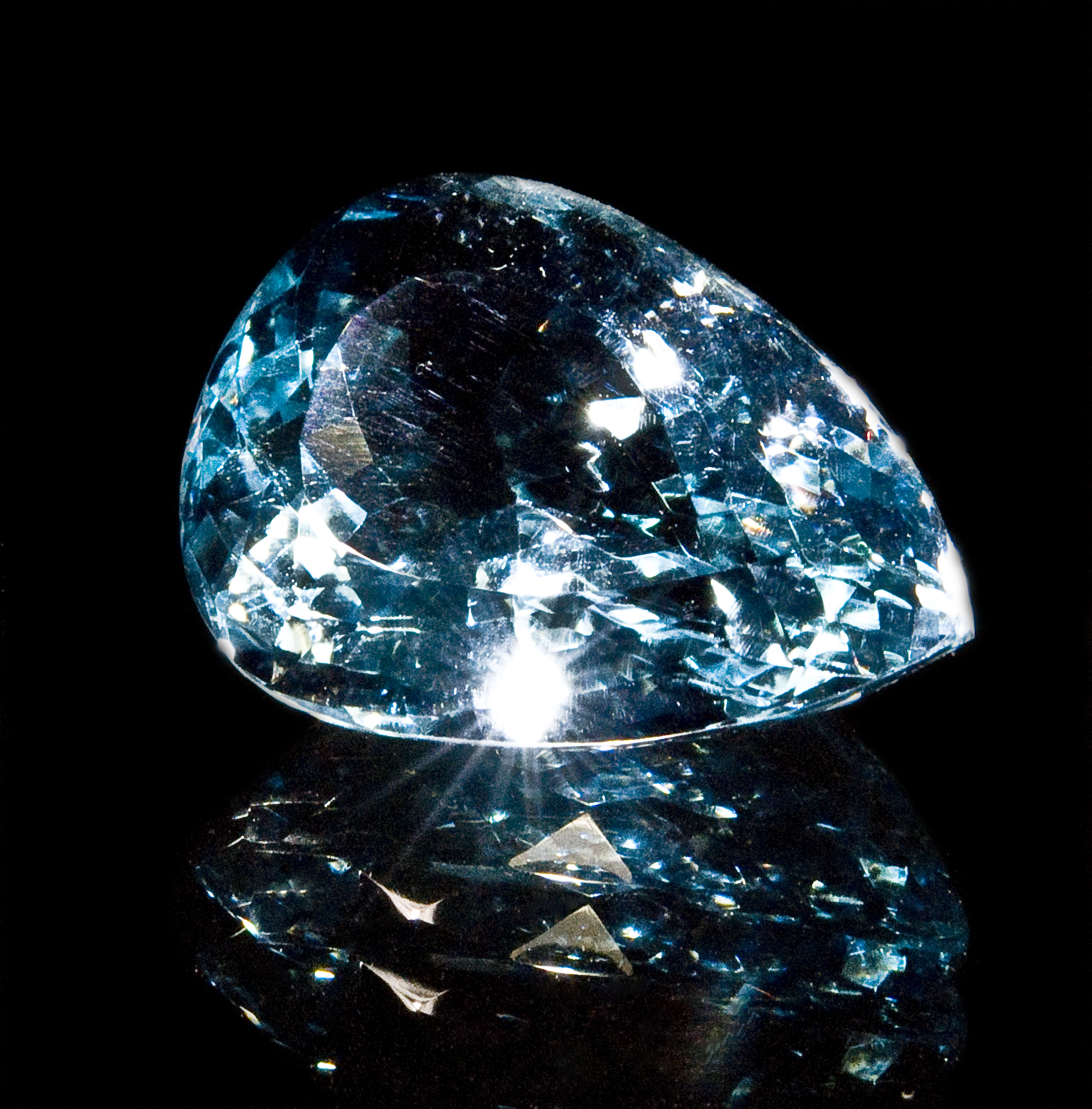
Topacio azul pulido.

El topacio es un mineral del grupo VIII (silicatos), según la clasificación de Strunz. Su nombre deriva, según Plinio el Viejo, de la isla Topazos que se halla en el Mar Rojo. Sin embargo, los yacimientos de esta isla son de olivina, frecuentemente confundida con el topacio.
Es un aluminosilicato de fórmula química Al2SiO4(OH, F)2, indicando el paréntesis alrededor de OH y F que la proporción entre fluoruros (F) e hidróxidos (OH) puede variar en un amplio rango, aunque su suma siempre será constante.
Se utiliza a menudo como piedra preciosa y algunas veces ha sido confundido con el diamante: el llamado Diamante de Braganza, incluido como diamante en la corona portuguesa, es un topacio. 
Su densidad es de 3,5 - 3,6 g/cm³, el color generalmente es amarillo-amarronado; sin embargo, a menudo se pueden encontrar ejemplares con tonos de ocre, azul, violeta, rojo o, incluso, incoloro. Además, puede ser variado fácilmente con medios artificiales: aplicando rayos gamma o haces de electrones se consiguen tonalidades pardas o ligeramente verdosas y calentándolo se obtienen tonalidades azules o rojizas. Desde el siglo XIX es posible calentar el topacio incoloro y darle un color amarillo claro.
En la escala de Mohs le corresponde dureza de 8. Sin embargo, se rompe fácilmente debido a la existencia de un plano de exfoliación, y por esta razón es difícil de trabajar. 
Comercialmente se intentan vender algunas variedades de cuarzo con denominación de topacio.

## Características

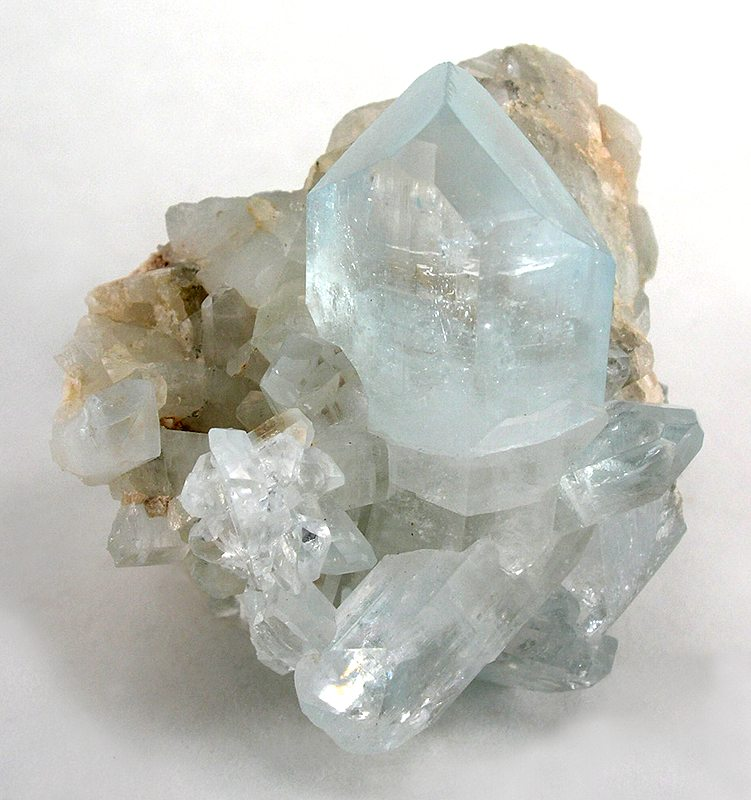
Cristal de topacio azul.

El topacio en su estado natural es incoloro, a menudo con un tono grisáceo. También se presenta como un color entre marrón dorado y amarillo, lo que hace que a veces se confunda con el cuarzo citrino, una piedra preciosa menos valiosa. El peso específico de todos los tonos de topacio, sin embargo, significa que es considerablemente más pesado que el citrino (alrededor del 25% por volumen) y esta diferencia de peso puede utilizarse para distinguir dos piedras de igual volumen. Además, si se puede determinar el volumen de una piedra determinada, se puede establecer su peso si es topacio y comprobarlo con una balanza sensible.  Asimismo, las piedras de vidrio son también mucho más ligeras que los topacios de igual tamaño.
Una variedad de impurezas y tratamientos puede hacer que el topacio sea de color rojo vino, gris pálido, rojo anaranjado, verde pálido o rosa (poco frecuente), y de opaco a translúcido/transparente. Las variedades rosa y roja provienen del cromo que sustituye al aluminio en su estructura cristalina.

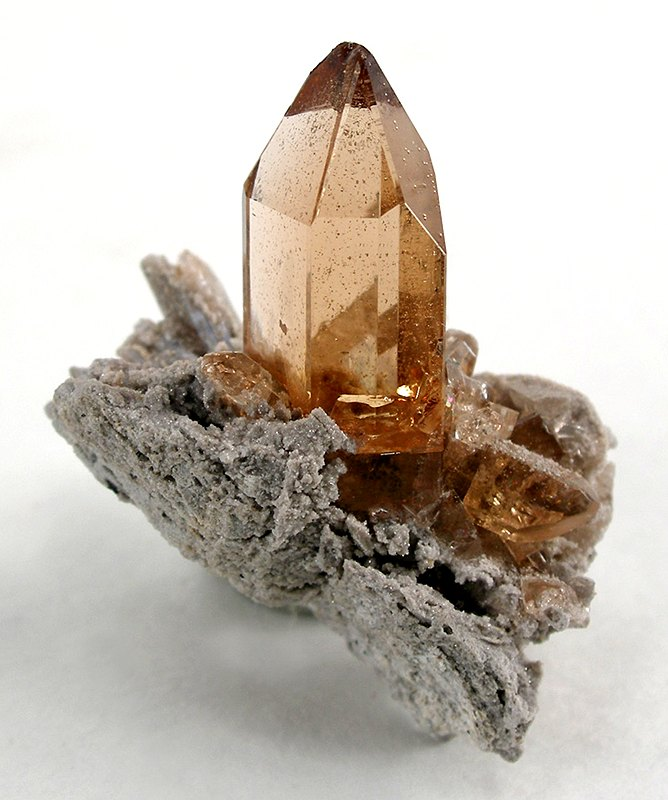
Topacio de color jerez de Utah, Estados Unidos

El topacio imperial es amarillo, rosa (raro, si es natural) o rosa-naranja. Los topacios imperiales brasileños suelen tener un tono entre amarillo brillante y marrón dorado intenso, a veces incluso violeta. Muchos topacios marrones o pálidos se tratan para hacerlos de color amarillo brillante, dorado, rosa o violeta. Algunas piedras de topacio imperial pueden desvanecerse si se exponen a la luz solar durante un periodo de tiempo prolongado. El topacio azul de origen natural es bastante raro. Normalmente, el material incoloro, gris o amarillo pálido y azul es tratado térmicamente e irradiado para producir un azul más oscuro deseado. El topacio místico es un topacio incoloro que ha sido recubierto artificialmente a través de un proceso de deposición de vapor que le da un efecto de arco iris en su superficie.
Aunque es muy duro, el topacio debe tratarse con mayor cuidado que algunos otros minerales de dureza similar (como el corindón) debido a una debilidad de la unión atómica de las moléculas de la piedra a lo largo de un plano axial (mientras que los diamantes, por ejemplo, están compuestos por átomos de carbono unidos entre sí con igual fuerza a lo largo de todos sus planos). Esto hace que el topacio tenga tendencia a romperse a lo largo de dicho plano de exfoliación si se golpea con suficiente fuerza.
El topacio tiene un índice de refracción relativamente bajo para una piedra preciosa, por lo que las piedras con grandes facetas o tablas no brillan tan fácilmente como las piedras cortadas de minerales con índices de refracción más altos, aunque el topacio incoloro de calidad brilla y muestra más "vida" que el cuarzo de corte similar. Cuando se le da un corte típico "brillante", el topacio puede mostrar una faceta de mesa brillante rodeada de facetas de corona de aspecto muerto o un anillo de facetas de corona brillantes con una mesa bien apagada. También se puede pulir de forma excepcional, y a veces se puede distinguir del citrino sólo por su tacto resbaladizo (el cuarzo no se puede pulir hasta este nivel de suavidad).
Otro método para distinguir el topacio del cuarzo es colocar la piedra sin engarzar en una solución de bromoformo o yoduro de metileno.  El cuarzo flotará invariablemente en estas soluciones, mientras que el topacio se hundirá.

## Historia
Nicols, el autor de uno de los primeros tratados sistemáticos sobre minerales y piedras preciosas, dedicó dos capítulos al tema en 1652. En la Edad Media, el nombre topacio se utilizaba para referirse a cualquier piedra preciosa amarilla, pero en los tiempos modernos sólo denota el silicato descrito anteriormente.
Muchas traducciones inglesas de la Biblia, incluida la Versión King James, mencionan el topacio. Sin embargo, debido a que estas traducciones como topacio derivan todas de la traducción de la Septuaginta topazi[os], que se refería a una piedra amarilla que no era el topacio, sino probablemente la crisolita (crisoberilo o peridoto), es probable que el topacio no se refiera aquí.
Una superstición inglesa también sostenía que el topacio curaba a las personas lunáticas. Los antiguos romanos creían que el topacio proporcionaba protección contra el peligro durante los viajes. Durante la Edad Media, se creía que colocar el topacio en el brazo izquierdo protegía al propietario de cualquier maldición y alejaba el mal de ojo. También se creía que llevar un topacio aumentaba el calor corporal, lo que permitía aliviar un resfriado o la fiebre. En Europa, durante la Edad Media, se creía que el topacio aumentaba los poderes mentales.

## Yacimientos

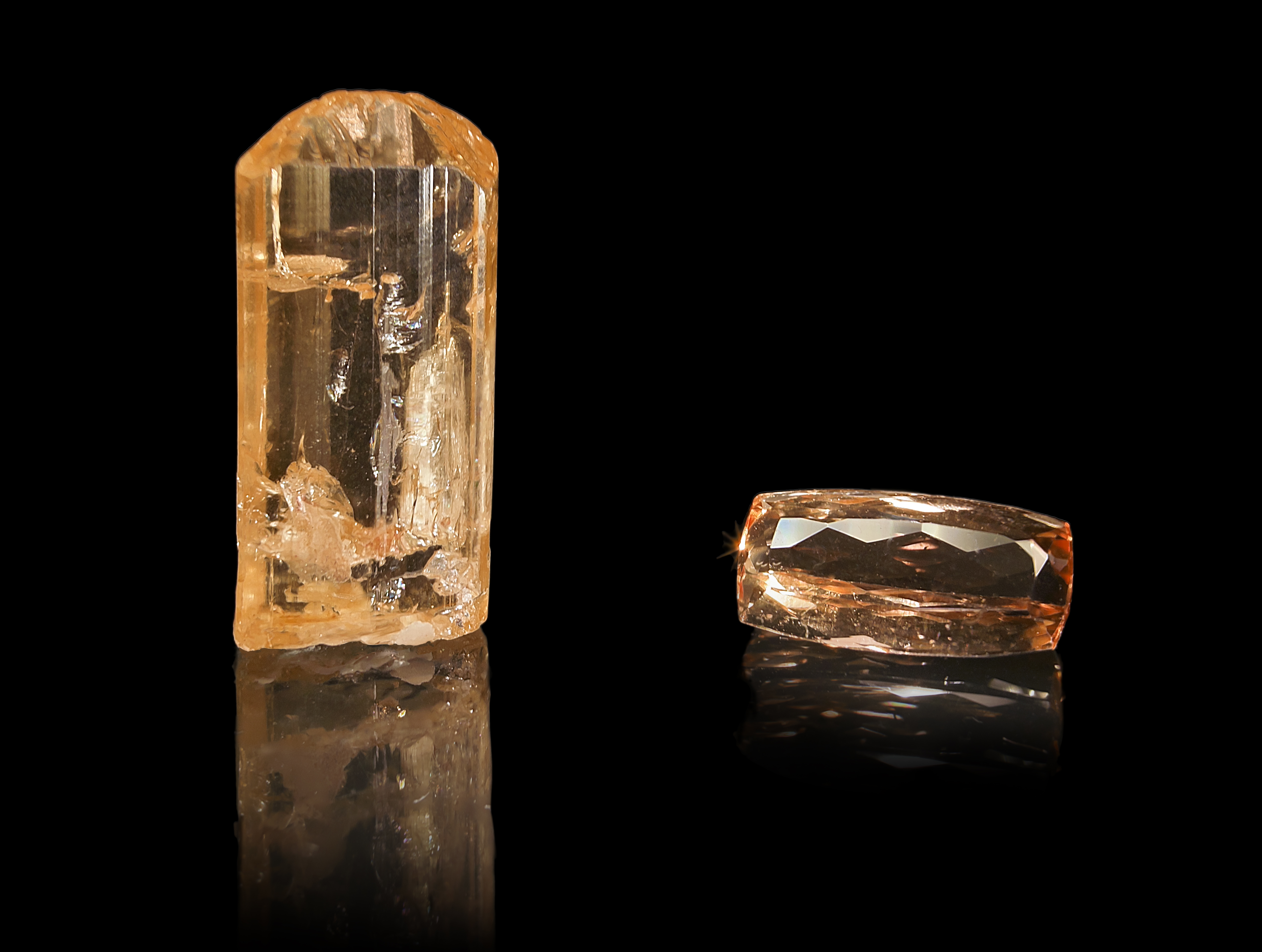
Topacio imperial de Minas Gerais, Brasil.

Se encuentra habitualmente en forma de agua sólida en huecos que están unidos con la roca madre. Además existe una variante masiva o granulosa.
Algunos de los yacimientos se encuentran en: 
- República Checa
- Brasil, Mine de Vermelhão, Saramenha, Ouro Preto, Minas Gerais,[15]Mine Xanda, Virgem da Lapa, distrito de Pegmatitas de Araçuaí, Minas Gerais, Región du sudeste.[16]
- Alemania (Sajonia), Schneckenstein (histórico).[17]
- Francia, Mine des Montmins (Filon Ste. Barbe), Échassières, Ébreuil, Allier, Auvergne,[18] Chavence, Gilly-sur-Loire, Saône-et-Loire, Bourgogne,[19]Cantera de Vilatte-Haute (La Vilate), Chanteloube, Razès, Haute-Vienne.[20]
- Noruega
- Suecia
- Japón
- México
- Sri Lanka
- Birmania
- Pakistán: Gilgit, Gilgit District, Northern Areas.[21]
- Estados Unidos: Thomas Range, Condado de Juab, Utah.[22]

## Forma y corte
El color del topacio no está asociado con impurezas, el color es energético, asociado con defectos estructurales (vacíos de átomos). Las vacantes O dan color azul, las vacantes F dan color amarillo, las vacantes O y SiO2 dan color ahumado. Cuando se calienta, el color desaparece; cuando se expone a la radiación, se intensifica.
El Rauchtopaz (cuarzo ahumado): a menudo se confunde con el topacio debido a la similitud de los nombres, aunque tiene un tono y una dureza completamente diferentes y se distingue fácilmente por su gravedad específica (el topacio es mucho más pesado).

## Gemología
El topacio es un cristal utilizado en joyería, clasificado como una piedra preciosa. El topacio se presenta en una amplia variedad de colores en su estado natural. Entre los más codiciados está el Topacio Imperial, que se encuentra principalmente en Brasil (Ouro Preto) en su característico color dorado intenso a rojo anaranjado. Algunos topacios de Pakistán y Rusia poseen tonos que se acercan. Algunos tonos más oscuros se pueden obtener por calentamiento (los topacios de color amarillo pálido se vuelven rosados) o por irradiación (para realzar el color azul). Los diferentes colores se deben a la muy pequeña sustitución del aluminio en la estructura cristalina por cromo, hierro, cobalto, etc. La exposición prolongada a la luz solar puede causar un cambio de color, especialmente en las variedades marrones.
El topacio también se usa ampliamente en litoterapia. 

## Colores y precios

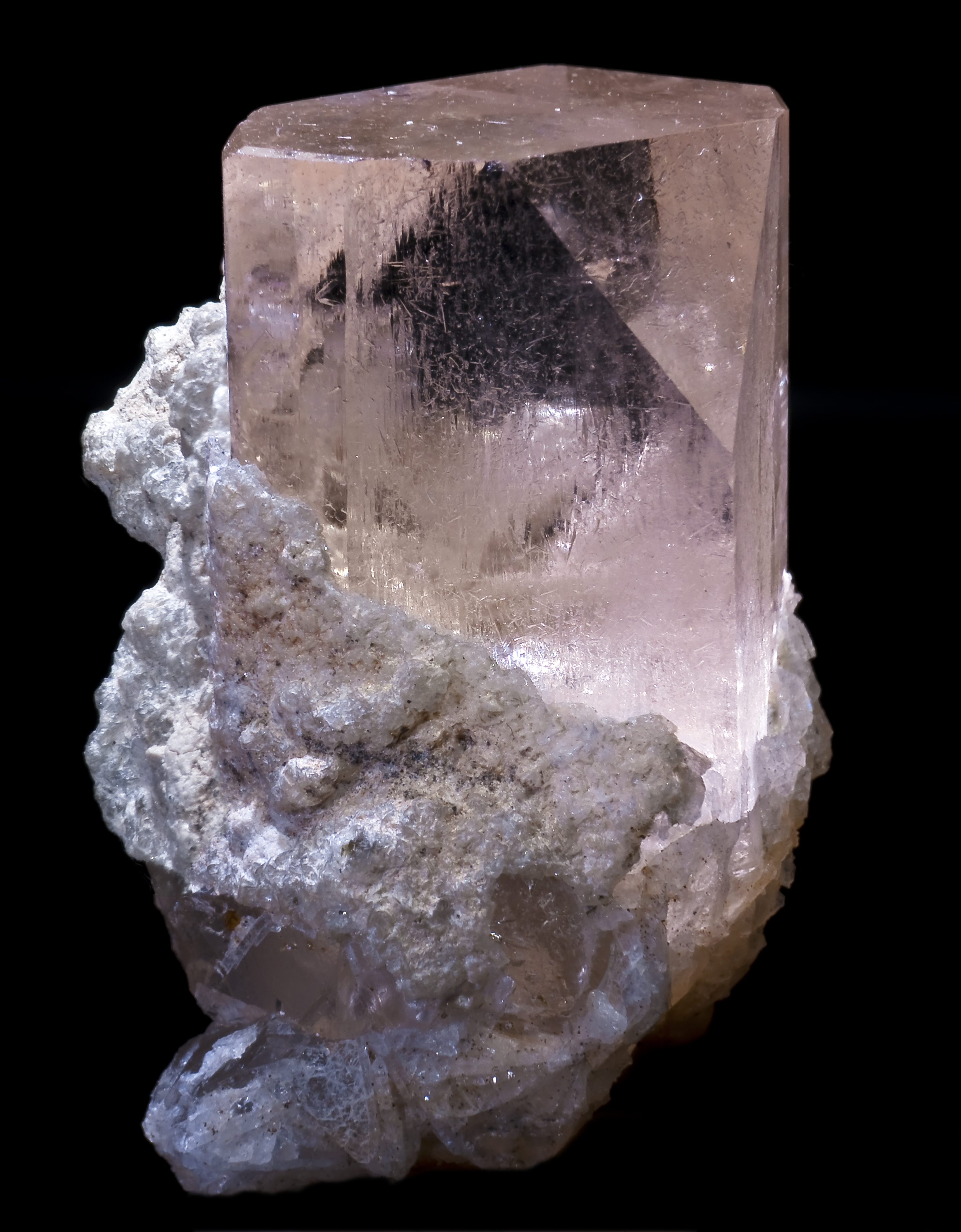
Topacio rosa.

Como piedra preciosa, el topacio incoloro tiene poca demanda y es económico. Pero todavía se valoran los ejemplares coloreados naturalmente en rosa dorado, azul y amarillo vino. El topacio incoloro difiere muy poco del cuarzo. Sin embargo, en forma de cristales bien formados, ha conservado su atractivo para las colecciones mineralógicas. Los cristales de topacio a menudo tienen muchas facetas. Se valoran especialmente los cristales transparentes con inclusiones y los "policromos", cristales bicolores. Por ejemplo, hay especímenes raros de topacio con zonas azul y amarillo vino en un cristal. Después del corte, se ven verdosos debido a la mezcla de colores compuestos, se ven extraordinariamente hermosos y son muy valorados.

## Formación y localidades

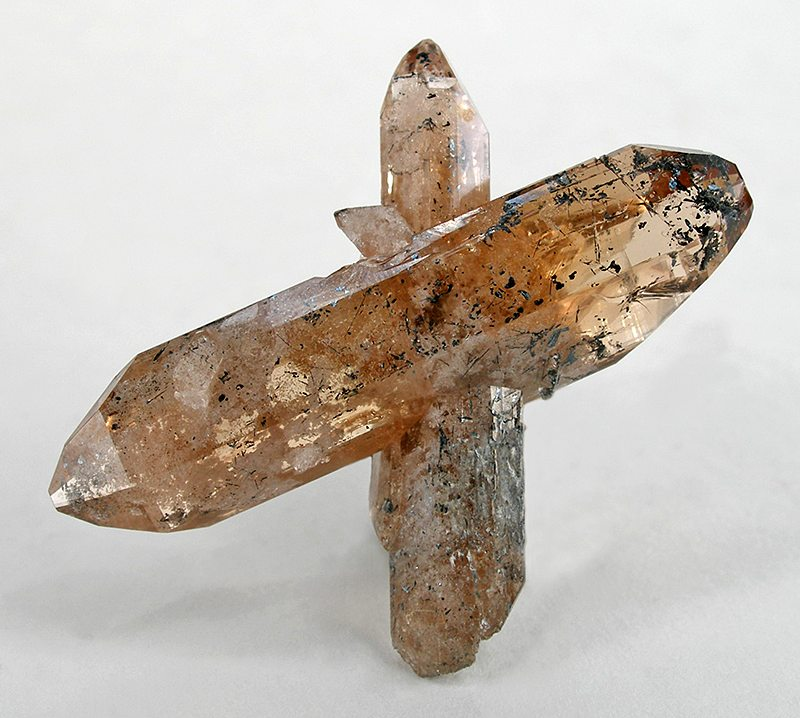
Sherry-color topacio con inclusiones de hematita de Topaz Mountain, Juab County, Utah, USA (Size: 4.6 cm × 4.4 cm × 1.6 cm)

El topacio se encuentra en forma de cristal prismático crecido en la base, pero también sólido o en una variedad granular. Suele aparecer junto con el berilio, los minerales del grupo de la turmalina y la apatita en las rocas magmáticas ácidas, como las pegmatitas asociadas al granito, pero también aparece en las rocas volcánicas vulcanitas como riolitas o gneiss y como jabón mineral en, por ejemplo, sedimento fluvial. En Brasil hay grandes yacimientos donde se han encontrado cristales especialmente grandes.
Históricamente, la aparición de cristales de color amarillo vino en el Schneckenstein en el Vogtland fue especialmente significativa: De ahí salieron los topacios tallados de las joyas de Augusto II "el Fuerte". (hoy en la Bóveda Verde de Dresde) y los de la corona real inglesa. Otro topacio importante es el gran Moghul, que tiene 157 ct.
Otras localidades son Badakhshan, Lagmán y Nangarhar en Afganistán; Tamanrasset en Argelia; la región alrededor de Mandalay en Myanmar. (Birmania, Engl. Birmania); la isla de Honshū en Japón; varias regiones de México, Noruega, Pakistán y Suecia; el Lugnez y otras regiones de Suiza; la Provincia Central y Sabaragamuwa en Sri Lanka; República Checa; y muchas regiones de EE. UU.. También se ha encontrado topacio en la región oriental de la Antártida.
Los cristales de topacio pueden crecer mucho si las condiciones de formación son favorables. Los cristales de 100 kg y más no son infrecuentes. Se dice que el mayor cristal de topacio jamás encontrado tiene una longitud de un metro y un peso de 2.500 kg y fue hallado en Ribáuè, Alto Ligonha en Mozambique. Dos cristales sin tallar de 31,8 kg ("Lindsay Topaz") y 50 kg ("Freeman Topaz") están expuestos en la Smithsonian Institution, también entre los más grandes del mundo.